# Ralf Gothóni
Ralf Gothóni es una de las figuras más interesantes del panorama musical del siglo XXI, por su gran actividad en campos como la interpretación pianística, la música de cámara, la enseñanza y la composición. En 1998 añadió a todo ello la elaboración y publicación del ensayo titulado Luova hetki.
Ha actuado, desde su debut con orquesta cuando tan sólo tenía quince años de edad, en los festivales de Salzburgo, Berlín, Praga, Edimburgo, Tanglewood, Ravinia o el festival especializado en piano La Roque d´Antheron. Junto a sus recitales pianísticos, han destacado sus intervenciones con orquestas como la Filarmónica de Berlín, Orquesta de la Radio de Baviera, Orquestas de Chicago, Detroit y Toronto o la English Chamber Orchestra, de la que es Director Principal desde septiembre de 2000.
Su actividad discográfica ha dado a luz más de ochenta ediciones en sellos como Bis, Decca, Deutsche Grammophon, EMI y Ondine, con quien ha editado más de veinte discos en los últimos años. Con este sello ha presentado el Concierto de Benjamin Britten, que ha sido objeto de críticas muy elogiosas, así como los Choros XI, un concierto para piano y orquesta de Heitor Villa-Lobos que interpreta junto a la Orquesta de la Radio de Finlandia, su país natal.
Ralf Gothóni ha sido principal director invitado de la Filarmónica de Turku y director artístico del Festival de Opera de Savonlinna. Como pedagogo, destaca su papel como profesor de música de cámara en la Hochschule de Berlín y en la Academia Sibelius de Helsinki. Da clases magistrales en escuelas especializadas y festivales de música de cámara. En su faceta de compositor destacan tres óperas de cámara y la cantata “The Ox and its Shepherd”.
Su gran prestigio ha sido reconocido con importantes distinciones concedidas por gobiernos e instituciones culturales en Austria, Finlandia y Estados Unidos.
Es Profesor/Jefe del Departamento de Grupos con Piano del Instituto Internacional de Música de Cámara de Madrid y profesor titular de la Cátedra de Música de Cámara de la Escuela Superior de Música Reina Sofía.